# متاسیلیکات سدیم
سیلیکات سدیم - طبق تعریف «راهنمای فناوری شیمیایی» نوشتهٔ فون وگنر (ترجمهٔ ۱۸۹۲) - نوعی سیلکات قلیایی حل‌شدنی است که اولین بار توسط «ون هلمونت» در سال ۱۶۴۰ کشف شد.
سیلیکات سدیم، هم‌چنین به نام«آب شیشه» که به صورت جامد در دسترس است. انواع محلول مایع آن در صابون‌سازی، پاک‌کننده‌های صنعتی، چسب، سیمان‌سازی، رنگ، قالب ریخته‌گری، پایدارسازی پراکسید و کنترل خوردگی در لوله‌های آب و پیش‌مادهٔ سیلیس مخلوط زئولیت کاربرد دارد.

## کاربردها
1. مواد شوینده
2. سرامیک
3. کاغذ ولوله
4. صنایع نسوزریخته‌گری
5. بتن
6. آب‌بندی در تعمیر خودروها
7. در چسباندن لایه های مقوا

## روش تولید
سیلیکات سدیم به دو روش خشک و تر قابل تولید است که روش خشک به عنوان فرایند منتخب مبنای محاسبات طرح قرار گرفته‌است:
فرایند تولید سیلیکات سدیم به روش خشک:
سدیم سیلیکات‌ها در کوره‌هایی نظیر کوره‌های تهیه شیشه از ذوب کردن مخلوط شن و کربنات سدیم در حدود ۱۴۵۰ درجه بدست می‌آید چون درجه حرارت تشکیل سدیم سیلیکات‌های نامحلول پایین‌تر از این درجه حرارت می‌باشد برای جلوگیری از ایجاد این سیلیکات‌ها باید در نسبت شن و ماده قلیایی در موقع ذوب کنترل و دقت کافی انجام شود ماده مذاب بدست آمده رنگی تقریباً آبی تا سبز روشن دارد. این رنگ به خاطر ناخالصی‌های موجود که کمتر از یک درصد می‌باشد و معمولاً از ترکیبات آهنی هستند ایجاد می‌شود. مواد ذوب شده در یک سیستم خنک می‌شوند و بعد در دستگاه بعدی به اندازه کافی خرد می‌گردند و در آب حل می‌گردند سپس با عمل فیلتراسیون محلول صاف شده سدیم سیلیکات‌ها بدست می‌آید. در صورتی که هدف تهیه سدیم سیلیکاتهای قلیایی باشد در موقع ذوب مقداری سود خشک نیز به کوره اضافه می‌شود یا کافی از ابتدا سیلیس را با سود ذوب می‌کنند و برای حل سدیم سیلیکاتها در صورتی که مقدار m>۲می بایست از بخار پر فشا ر استفاده نمود. البته می‌توان در صورتی که بخواهیم سدیم سیلیکات‌های خشک تهیه نماییم مواد ذوب خروجی از کوره بدون خنک شدن وارد یک سیستم می‌گردند که با مقدار مشخص آب مستقیماً سدیم سیلیکاتهای هیدراته بدست می‌آید.
- تجهیزات و ماشین‌آلات (خط تولید صابون):**
  - **مخازن واکنش (Saponification Vessel/Kettle):** مخازن استیل مجهز به سیستم گرمایش (بخار یا روغن داغ) و همزن قوی برای انجام واکنش صابونی شدن (واکنش تهیه صابون شیمی دوازدهم در مقیاس صنعتی).
  - **مخازن اختلاط (Crutcher/Mixer):** برای افزودن مواد دیگر مانند رنگ، اسانس، گلیسیرین و سایر افزودنی‌ها.
  - **سیستم خشک‌کن (اختیاری، برای فرآیند پیوسته):** مانند خشک‌کن‌های پاششی یا نواری.
  - **دستگاه چیپس‌کن یا رشته‌کن (Chipper/Noodler):** برای تبدیل صابون مذاب یا خمیری به قطعات کوچک‌تر.
  - **میکسر نهایی و دستگاه اکسترودر (Plodder/Refiner):** برای مخلوط کردن نهایی چیپس‌ها با افزودنی‌ها و فشردن و شکل‌دهی توده صابون به صورت شمش (Bar).
  - **دستگاه برش (Cutter):** برای برش شمش صابون به اندازه‌های دلخواه.
  - **دستگاه پرس و قالب‌زنی (Stamper):** برای ایجاد شکل نهایی و حک کردن نام برند روی صابون.
  - **دستگاه بسته‌بندی:** برای بسته‌بندی صابون‌ها (سلفون‌پیچ، کارتنی).  لیست و وسایل صابون سازی صنعتی بسته به مقیاس و نوع فرآیند (پیوسته یا ناپیوسته) متفاوت است.

مراحل و شیوه‌های کنترل کیفیت در فرایند به شرح ذیل است:
1. اندازه ذرات کوارتز
2. دانسیته کربنات سدیم مصرفی
3. مقدار آهن موجود در سیلیکات
4. غلظت سود مصرفی